# Adenovirus
Adenovirus tillhör virussläktet Adenoviridae. Adenovirus är ett medelstort virus (60–90 nm) med dubbelsträngat DNA och saknar hölje samt har en ikosahedral form. Adenovirus upptäcktes först i humana adenoid år 1953 och därmed fick de namnet adenovirus. Det finns 52 olika serotyper. Adenovirus kan orsaka brett spektrum av sjukdomar, från milda luftvägsinfektioner hos små barn (förkylning) till livshotande multiorgansjukdom hos personer med försvagat immunsystem. Viruset står för 10 % av akuta luftvägsinfektionerna hos barn och är en vanlig orsak till diarre. Barn drabbas oftare än vuxna och fall inträffar främst i slutet av vintern, under våren och i början av sommaren. 

## Beskrivning
Adenovirus delas upp i 6 kategorier beroende på vilket organ de infekterar. 
Organ som infekteras,
- Ögon
- Njure
- Luftvägar
- Tarm
- Hjärta
- Lymfatiska systemet

Hos fåglar orsakar adenovirus ett flertal sjukdomar, bland annat Inklusionskroppshepatit (Inclusion body hepatitis, IBH) som orsakar kraftiga leverskador främst hos unga tamhönskycklingar. Diagnosen ställs genom mikroskopisk vävnadsundersökning (histologi), då viruset under ett visst skede orsakar för sjukdomen typiska vävnadsförändringar i levern (intranukleära inklusionskroppar). Dödligheten i flocken är oftast relativt låg men internationellt finns fall där dödligheten nått upp till 30 %.
Adenovirus kan även orsaka muskelmagsskador hos kycklingar, vilket i Sverige diagnosticerades första gången 2016 (Statens veterinärmedicinska anstalt, SVA, Uppsala). Viruset ligger även bakom exempelvis Egg drop syndrome (EDS) hos värphöns, Hemorrhagic enteritis hos kalkon, Quail bronchitis hos vaktel och Marble spleen disease hos fasan